# Odontocera globicollis
Odontocera globicollis är en skalbaggsart som beskrevs av Dmytro Zajciw 1971. Odontocera globicollis ingår i släktet Odontocera och familjen långhorningar. Inga underarter finns listade i Catalogue of Life.